# Edythe Chapman
Edythe Chapman, conosciuta anche come Mrs. James Neill o, anche, Edith Chapman (Rochester, 8 ottobre 1863 – Glendale, 15 ottobre 1948), è stata un'attrice statunitense.
Nell'ambiente di Hollywood, era nota con il soprannome Hollywood's Mother.

## Vita privata
Era sposata con l'attore James Neill con il quale girò diversi film.

## Filmografia
- Richelieu, regia di Allan Dwan (1914)
- The Pretty Sister of Jose, regia di Allan Dwan
- The Foundling, regia di John B. O'Brien, Allan Dwan (1915)
- The Golden Chance, regia di Cecil B. DeMille (1915)
- The Selfish Woman, regia di E. Mason Hopper (1916)
- Public Opinion, regia di Frank Reicher (1916)
- Anton the Terrible, regia di William C. de Mille (1916)
- The Heir to the Hoorah, regia di William C. de Mille (1916)
- The Plow Girl, regia di Robert Z. Leonard (1916)
- Oliviero Twist (Oliver Twist), regia di James Young (1916)
- The Evil Eye, regia di George Melford (1917)
- A School for Husbands, regia di George Melford (1917)
- A Mormon Maid, regia di Robert Z. Leonard (1917)
- The Girl at Home, regia di Marshall Neilan (1917)
- The Little American, regia di (non accreditati) Cecil B. DeMille e Joseph Levering (1917)
- The Crystal Gazer, regia di George H. Melford (1917)
- On the Level, regia di George Melford (1917)
- The Countess Charming, regia di Donald Crisp (1917)
- Un moschettiere moderno (A Modern Musketeer), regia di Allan Dwan (1917)
- The Spirit of '17, regia di William Desmond Taylor (1918)
- Dite un po' giovinotto! (Say! Young Fellow), regia di Joseph Henabery (1918)
- Avventura marocchina di Douglas (Bound in Morocco), regia di Allan Dwan (1918)
- Unexpected Places, regia di E. Mason Hopper (1918)
- Faith, regia di Charles Swickard e Rex Wilson  (1919)
- You Never Saw Such a Girl, regia di Robert G. Vignola (1919)
- The Winning Girl, regia di Robert G. Vignola (1919)
- Alias Mike Moran, regia di James Cruze (1919)
- Fires of Faith, regia di Edward José (1919)
- Douglas l'avventuriero dilettante (The Knickerbocker Buckaroo), regia di Albert Parker (1919)
- Out of the Storm, regia di William Parke (1920)
- Bunty Pulls the Strings, regia di Reginald Barker (1921)
- The Night Rose rinominato Voices of the City, regia di Wallace Worsley (1921)
- La mia sposa americana (My American Wife), regia di Sam Wood (1922)
- I dieci comandamenti (The Ten Commandments), regia di Cecil B. DeMille (1923)
- The Wise Virgin, regia di Lloyd Ingraham (1924)
- In the Name of Love, regia di Howard Higgin (1925)